# Liste der Bamberger Domprediger

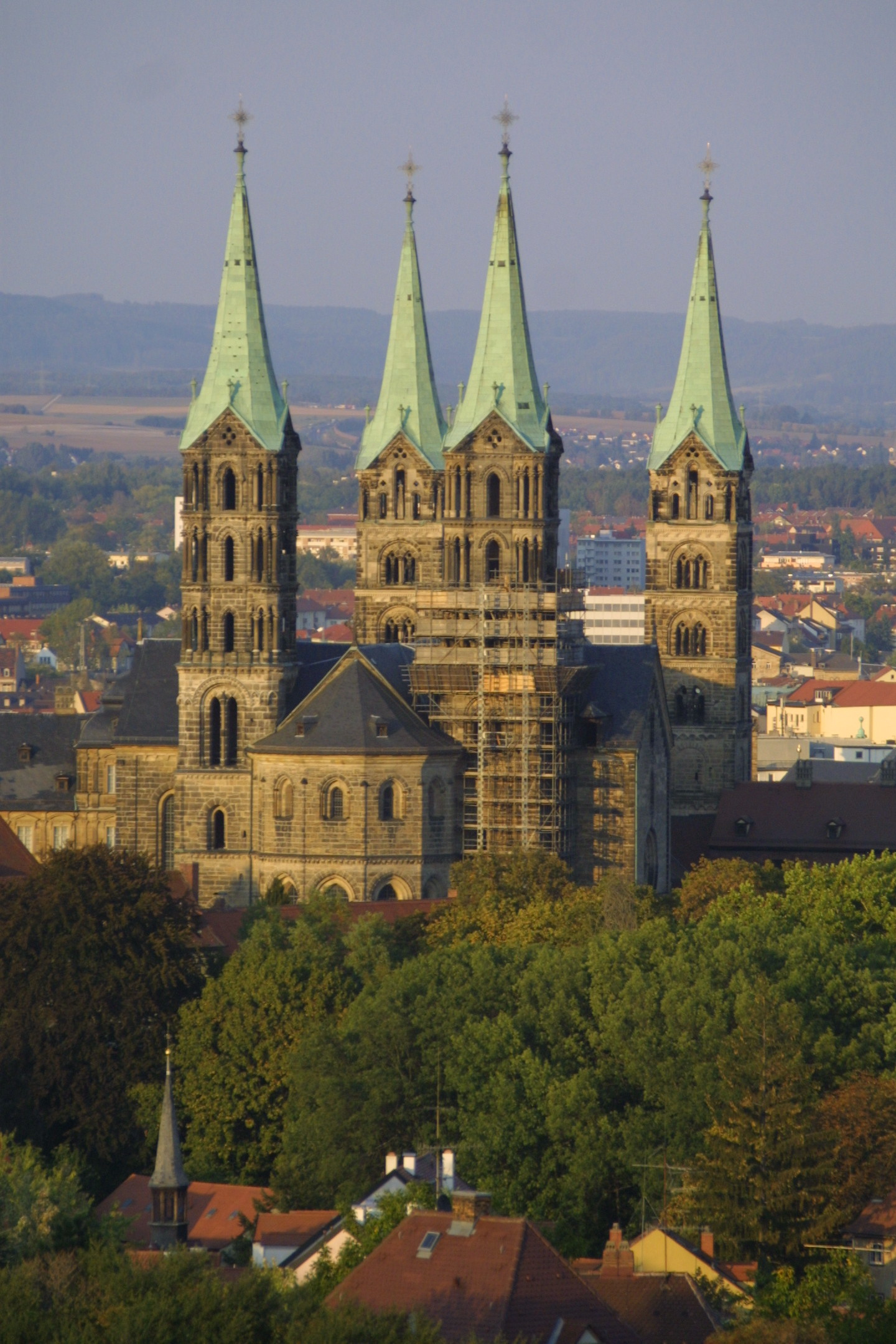
Der Dom St. Peter und St. Georg in Bamberg

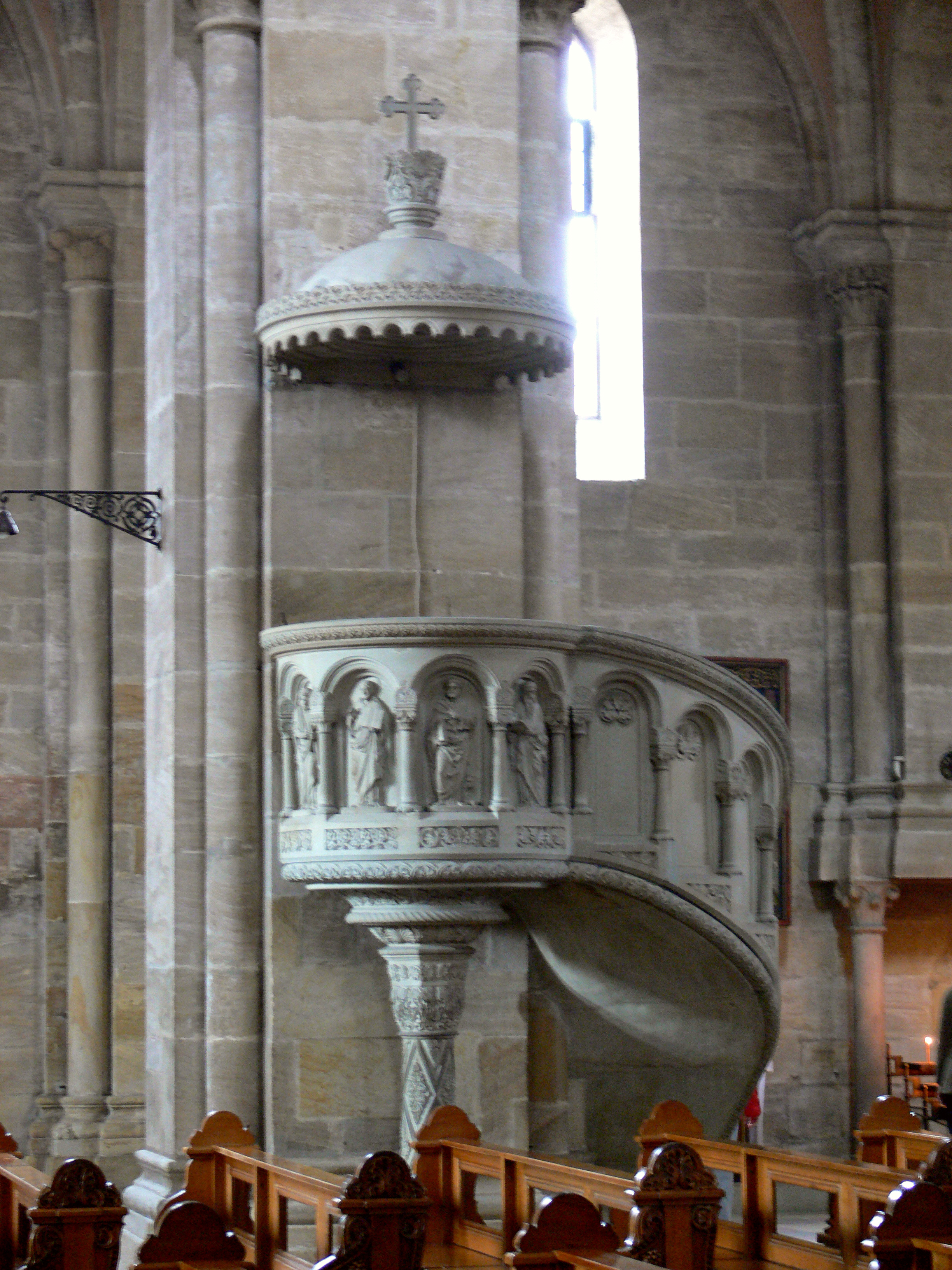
Die Kanzel von 1835/36

Die Stelle eines Dompredigers am Bamberger Dom wurde 1415 begründet.
Seitdem waren als Domprediger tätig:
| Name                | von     | bis                                |  |
| ------------------- | ------- | ---------------------------------- |  |
| Gallus Magen        | ?       | ?                                  |  |
| Heinrich Steinbach  | ?       | stand der Lehre John Wycliffs nahe |  |
| Johann Dölsch ?     | 1520 ?  | ?                                  |  |
| Johann Haner (Hain) | 1541    | 1544                               |  |
|                     |         |                                    |  |
| Friedrich Förner    | 1603    | 1614                               |  |
|                     |         |                                    |  |
| Philipp Kisel SJ    | um 1670 |                                    |  |
|                     |         |                                    |  |
| Adam Senger         | 1891    | 1893                               |  |
|                     |         |                                    |  |
| Johann Leicht       | 1899    | 1915                               |  |
|                     |         |                                    |  |
| Heinrich Straub     | 1956    | ?                                  |  |
|                     |         |                                    |  |
| Werner Radspieler   | 1975    | ?                                  |  |